# Гьонен (вилает Балъкесир)
Гьонен (на турски: Gönen; на гръцки: Αρτεμέα, Артемида) е град, община и административен център на околия Гьонен, във вилает Балъкесир, Турция. Според оценки на Статистическия институт на Турция към 31 декември 2019 г. населението на града е 49 996 души.

## История
Историкът Васил Кънчов посочва, че през 1898 г. в града има 50 български къщи, споменава и имена на българи, от които е получил сведения за българските села в Северозападен Анадол. Преди това в Гьонен е имало голяма българска махала с около 800 души българи. Няма сведения какво е станало с българите в Гьонен. Знае се, че някои от тях се изселили в български села в Мала Азия, като селата Коджа бунар и Аладжа баир, за което свидетелствуват фамилните им имена и прякори като Гюненчето, Гюненлията, други се погърчили и заедно с гърците от малоазийските села и градове се изселили в Гърция. Някои се завръщат в България.